# Vivian Martin
Vivian Martin (22 de julio de 1893 – 16 de marzo de 1987) fue una actriz teatral y cinematográfica de estadounidense, activa en la época del cine mudo.

## Biografía

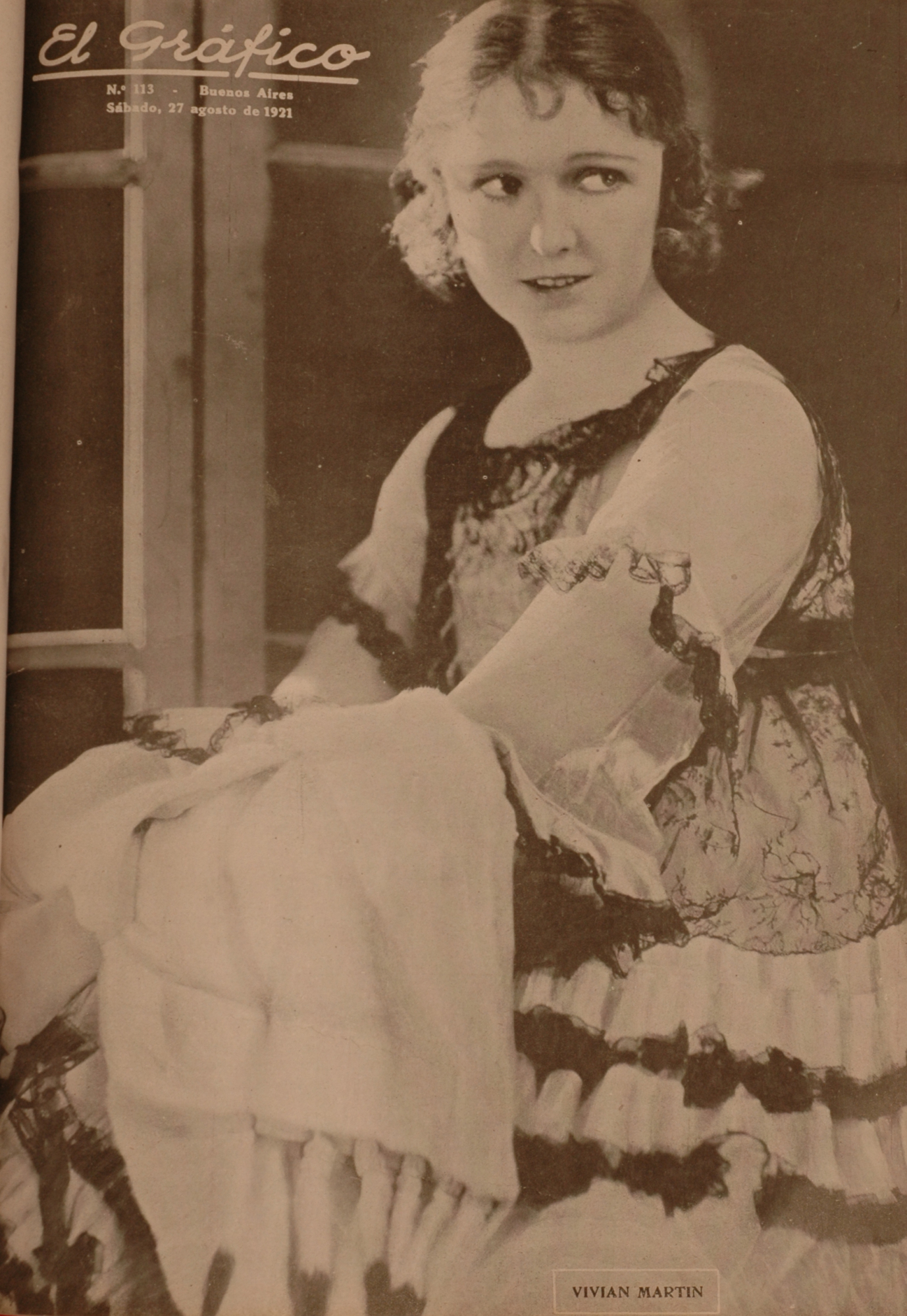
Vivian Martin en 1921.

Nacida en Sparta, Míchigan, empezó su carrera como actriz teatral infantil, debutando a los ocho años de edad en el circuito de Broadway con Tom Moore, actuando junto a Andrew Mack Entre las piezas teatrales en las que participó figuran Stop Thief, Officer 666, The Only Son y Cyrano de Bergerac, actuando en esta última con Richard Mansfield.
Rubia y atractiva, Martin entró en el mundo del cine en 1914, haciendo papeles semajentes a los interpretados por Lillian Gish. Su primera actuación llegó en The Wishing Ring: An Idyll of Old England (1914), producción de World Film Company en la que interpretaba a Sally. Martin fue después contratada por Famous Players Film Company, estudio con el que consiguió la fama como "rival" de Mary Pickford. Entre sus títulos más destacados figuran The Third Kiss (1919), Her Official Fiancee (1919), The Innocent Adventuress (1919), y Louisiana (1919). En total rodó 44 películas, entre ellas algunas producidas por Fox Film Corporation.
A principios de los años 1920, Martin fundó su propia productora, estrenando sus películas por mediación de Goldwyn Pictures. Sin embargo, y como consecuencia de una demanda para el pago de los alquileres del estudio, su carrera empezó a declinar. Aunque finalmente el asunto se resolvió fuera de los tribunales, el caso hizo un daño irreparable a su popularidad.
En abril de 1921 Martin dejó el cine y volvió al teatro. Su retorno a la escena empezó con una comedia en tres actos titulada First Night Out, escrita por Adelaide Matthews y Ann Nichols.
Vivian Martin falleció en la ciudad de Nueva York en 1987, a los 93 años de edad. Sus restos fueron incinerados, y las cenizas entregadas a sus allegados. Había estado casada con el actor William Jefferson, hijo de intérprete teatral Joseph Jefferson (1829-1905). Varios de los primeros filmes de Martin se conservan en la Biblioteca del Congreso de Estados Unidos.

## Teatro
- Tom Moore (Broadway, 31 de agosto de 1901)
- The Bold Sojer Boy (Broadway, 9 de febrero de 1903)
- Little Lord Fauntleroy (Broadway, 13 de abril de 1903)
- Drink (Broadway, 14 de septiembre de 1903)
- The Only Son (Broadway, 16 de octubre de 1911)
- Officer 666 (Broadway, 29 de enero de 1912)
- Stop Thief (Broadway, 25 de diciembre de 1912)
- The Marriage Game (Broadway, 29 de octubre de 1913)
- The High Cost of Loving (Broadway, 25 de agosto de 1914)
- Just Married (Broadway, 26 de abril de 1921)
- The Wild Westcotts (Broadway, 24 de diciembre de 1923)
- Puppy Love (Broadway, 27 de enero de 1926)
- Hearts Are Trumps (Broadway, 7 de abril de 1927)
- Half a Widow (Broadway, 12 de septiembre de 1927)
- Caste (Broadway, 23 de diciembre de 1927)
- Mrs. Dane's Defense (Broadway, 6 de febrero de 1928)
- Sherlock Holmes (Broadway, 20 de febrero de 1928)
- Marry the Man (Broadway, 22 de abril de 1929)

## Filmografía completa

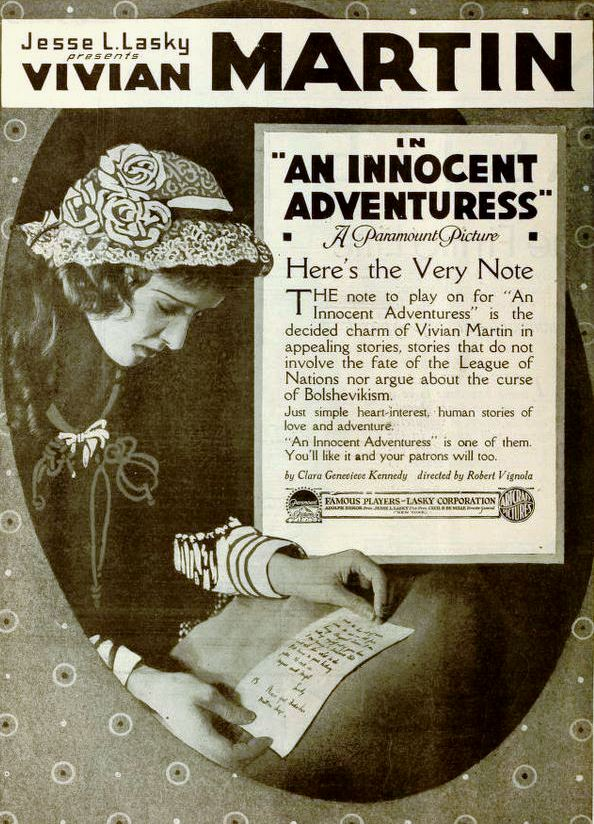
An Innocent Adventuress (1919)

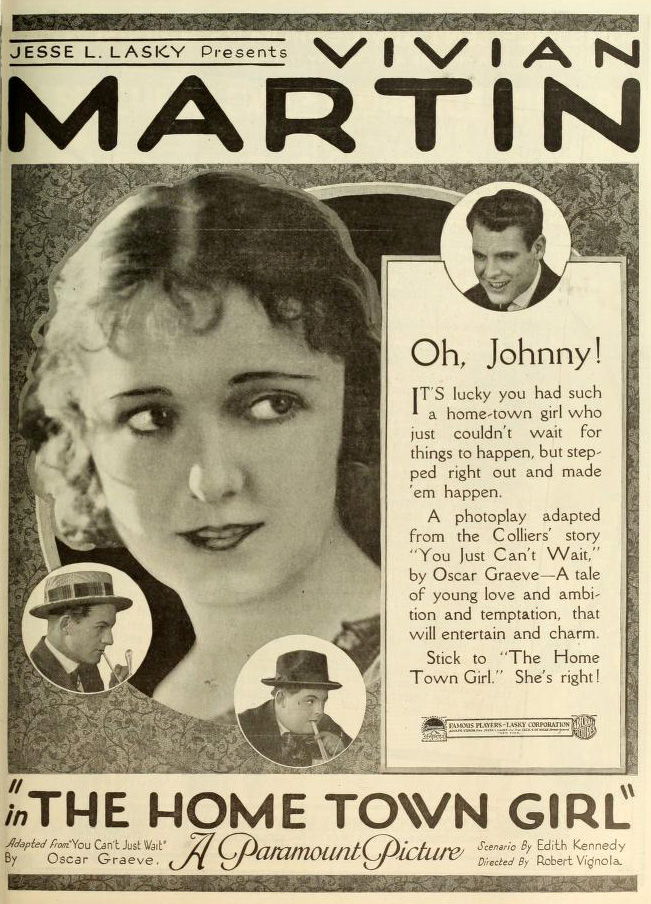
Publicidad de The Home Town Girl (1919)

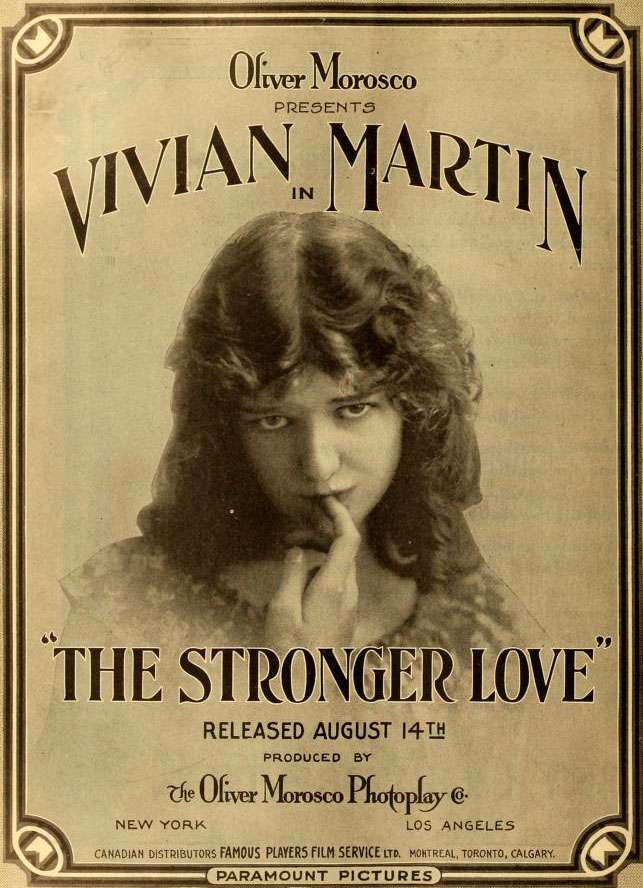
The Stronger Love (1916)

- The Wishing Ring: An Idyll of Old England, de Maurice Tourneur (1914)
- Old Dutch, de Frank Hall Crane (1915)
- The Arrival of Perpetua, de Emile Chautard (1915)
- An Indian Diamond, de Frank Hall Crane (1915)
- The Little Miss Brown, de James Young (1915)
- The Little Dutch Girl, de Emile Chautard (1915)
- The Little Mademoiselle, de Oscar Eagle (1915)
- A Butterfly on the Wheel, de Maurice Tourneur (1915)
- Over Night, de James Young (1915)
- Merely Mary Ann, de John G. Adolfi (1916)
- A Modern Thelma, de John G. Adolfi (1916)
- The Stronger Love, de Frank Lloyd (1916)
- Her Father's Son, de William Desmond Taylor (1916)
- The Right Direction, de E. Mason Hopper (1916)
- The Wax Model, de E. Mason Hopper (1917)
- The Spirit of Romance, de E. Mason Hopper (1917)
- The Girl at Home, de Marshall Neilan (1917)
- Giving Becky a Chance, de Howard Estabrook (1917)
- Forbidden Paths, de Robert Thornby (1917)
- A Kiss for Susie, de Robert Thornby (1917)
- Little Miss Optimist, de Robert Thornby (1917)
- The Trouble Buster, de Frank Reicher (1917)
- The Sunset Trail, de George Melford (1917)
- Molly Entangled, de Robert Thornby (1917)
- The Fair Barbarian, de Robert Thornby (1917)
- A Petticoat Pilot, de Rollin S. Sturgeon (1918)
- Unclaimed Goods, de Rollin S. Sturgeon (1918)
- Viviette, de Walter Edwards (1918)
- Her Country First, de James Young (1918)
- Mirandy Smiles, de William C. deMille (1918)
- Jane Goes A' Wooing, de George Melford (1919)
- You Never Saw Such a Girl, de Robert G. Vignola (1919)
- Little Comrade, de Chester Withey (1919)
- The Home Town Girl, de Robert G. Vignola (1919)
- An Innocent Adventuress, de Robert G. Vignola (1919)
- Louisiana, de Robert G. Vignola (1919)
- The Third Kiss, de Robert G. Vignola (1919)
- His Official Fiancée, de Robert G. Vignola (1919)
- Husbands and Wives, de Joseph Levering (1920)
- The Song of the Soul, de John W. Noble (1920)
- Mother Eternal, de Ivan Abramson (1921)
- Pardon My French, de Sidney Olcott (1921)
- Soiled, de Fred Windemere (1925)
- Folies Bergère de Paris, de Roy Del Ruth (1935)